# Языков, Дмитрий Иванович
Дми́трий Ива́нович Язы́ков (14 (25) октября 1773, Москва — 13 (25) ноября 1844, Санкт-Петербург) — русский историк и переводчик из рода Языковых. Непременный секретарь Российской академии; президент Вольного общества любителей словесности, наук и художеств; директор департамента Министерства народного просвещения. Действительный статский советник (1827). Первым пытался упразднить буквы ъ, Ѣ и ь, печатая некоторые книги без этих букв.

## Биография
Родился в Москве 14 (25) октября 1773 года. Лишившись на восьмом году матери, Языков жил в доме родной сестры отца, женщины богобоязненной и благочестивой, которая с любовью заменила ему родную мать. По существовавшему тогда у предков Языкова обычаю, его семи лет стали обучать азбуке, чтению часослова и псалтири, причём учение каждый день начиналось и оканчивалось молитвой. Такой церковный характер обучения, пишет в своих «Записках» Языков,
был весьма хорош, ибо научал отрока бегло читать церковные книги и вселял в него охоту читать их, питаться душеспасительными наставлениями и восхищаться красотами... по крайней мере, для меня сей способ учения был весьма полезен
Тетка Языкова, видя, что он хорошо уже читает церковные книги, сделала его своим собеседником, и с наступлением глубокой осени, во всю зиму и до весны каждый вечер заставляла его перед собой читать библию, четьи минеи, пролог и патерик; в промежутках иногда он читал ей и произведения тогдашней светской словесности. Так протекло его отрочество. Наняли француза, который преподавал ему французский язык, историю, географию и начальные правила арифметики, а потом отдали юношу в московский пансион Бартолия, где он, между прочим, усвоил немецкий язык. Не окончив курса наук, Языков был записан, по существовавшему тогда обычаю, в Семёновский полк сержантом и на тринадцатом году от рождения (1785 г.) поступил на действительную службу. В Петербурге Языков имел в числе друзей Вельяминова, Писарева, Княжнина и Крылова. Быстро протекли первые годы неопытной юности в разнообразных увеселениях, часто отвлекавших его от полезных занятий. В 1797 г. Языков вышел в отставку с чином прапорщика и отправился в Тамбовскую губернию к себе в имение.
Через три года Шацкое дворянство избрало его в помощь уездному предводителю для устройства сельских магазинов, а в 1802 году он переехал в Петербург и определился на службу в Министерства народного просвещения. Служба по ученой части сблизила Языкова с любимыми занятиями, и в том же году он перевел с французского языка сочинение Беккария «О преступлениях и наказаниях», с приложением примечаний Дидро и переписки сочинителя с французским переводчиком Мореллетом, причём этот труд был посвящён императору Александру I и напечатан на счет Кабинета, в пользу Языкова. Перевод был встречен публикой сочувственно и в непродолжительное время был весь раскуплен. 
Уже 21 июня 1802 года Языков был избран в действительные члены Вольного общества любителей словесности, наук и художеств. В это время появилось «Рассуждение о старом и новом слоге Российского языка» А. С. Шишкова, направленное против Карамзина. Языков написал едкую критику на сочинителя, поместив её в «Северном Вестнике» за 1804 г.; в ней он осмеял, среди прочего, требование Шишкова о том, чтобы русские бросили чтение новых отечественных книг и иностранных, принялись бы за старину и начали объяснять мысли свои на языке славянском. Одновременно с переводом с французского «О существе законов» Монтескьё Языков вел перевод с немецкого «Нестора» и тогда же перевел с французского комедию в одном действии Александра Дюваля: «Влюбленный Шекспир», вскоре поставленную в театре и имевшую большой успех. В 1807 г. Языков перешёл из департамента Министерства народного просвещения экспедитором в канцелярию главного управления училищ и в следующем году за усердную службу был награждён бриллиантовым перстнем. В том же 1808 г. Языков закончил и напечатал другой свой перевод с немецкого: «Сравнения, замечания и мечтания, писанные в 1804 г. во время путешествия одним русским», и вслед за тем вышла в свет первая часть его перевода «О существе законов» Монтескьё, последняя, четвёртая, часть которого издана в 1814 г. В 1809 г. Языков кончил перевод своей первой части «Нестора», и она поднесена была государю, который приказал:
издать на счет Кабинета перевод Языкова, с предоставлением в пользу его всех экземпляров, но с тем, чтобы эта книга, писанная переводчиком без буквы ъ, была напечатана с употреблением сей буквы
Нужно иметь в виду, что Языков в то время силился вытеснить из русской азбуки буквы ъ и ять. Вторая часть «Нестора» была издана в 1816 и третья в 1819 г. В 1812 г. Языков перевел и напечатал сочинение Фрейербаха: «Философическо-юридическое исследование государственной измены и преступления против Величества, с кратким начертанием истории законодательства о сем преступлении».
В 1817 г. Языков был назначен начальником отделения департамента народного просвещения, а в следующем году, с сохранением этой должности, назначен управляющим типографией департамента. В 1819 г. им был издан перевод сочинения Лерберга: «Исследования, служащие к объяснению древней русской истории», а в следующем году напечатал сочинение Кильбургера: «Краткое известие о русской торговле, каким образом оная производилась чрез всю Россию в 1674 году». В 1822—1825 гг. Языков издал книжку: «Спутник в Царство Польское и в республику Краковскую» (с франц. яз.) и «Собрание путешествий к татарам и другим восточным народам в XIII, XIV и XV столетиях Карпини и Асцелина» (с латин. яз.), за которые он получил царские подарки — два бриллиантовых перстня. В 1825 г. Языков был утвержден в должности директора департамента, в 1827 году — произведён в действительные статские советники.
Расстроенное здоровье его от сидячей жизни и разнообразных трудов заставило его оставить гражданскую службу, тем более для него трудную, что он не мог расстаться с любимыми своими занятиями по литературе, и он, согласно прошению, был уволен в 1833 г. от службы. Однако неутомимый труженик не думал отдыхать. Окруженный книгами, он до наступления раннего утра деятельно занимался в своем уединенном кабинете составлением «Церковного Словаря»; собирал материалы для другого «Словаря истории и древностей русских»; перевел с немецкого, по поручению Общества для поощрения сельского хозяйства, «Сельское хозяйство» (соч. Шварца, 1833 г.) и «Основание лесоводства» (соч. Котты, 1835 г.). Последний перевод замечателен по техническим терминам, из которых некоторые вошли в «Словарь», составлявшийся Академией Наук. Сверх того, Языков перевел с немецкого «Сербскую грамматику», составил «Указатель к журналам Российской Академии» (с 1782 по 1835 г.) и собрал для «Академического Словаря» до 1500 слов, выписывая из старинных и новых книг слова, не внесенные в прежние словари или оставленные без примеров и надлежащих объяснений.
В начале 1835 г. Языков занял почетное место непременного секретаря Российской Академии, сделавшееся вакантным за смертью П. И. Соколова. С этого времени несколько улучшилось его стеснённое материальное положение: он переехал в академический дом и начал получать сверх пенсии 2000 руб. жалованья ассигнациями. Более всего его утешал находящийся при доме садик, где он продолжал свои учёные занятия. 
Настоящий белорусский язык есть весьма любопытный памятник, который наши учёные должны были бы тщательно изучать, потому что он многое объясняет в русских летописях и в филологии нашего языка. Его можно назвать отцом великороссийского наречия. Это вероятно тот самый язык которым говорили во Пскове и Новгороде при варягах. Устранённый благовременно от влияния монголизма и доселе не испытавший влияния великороссийского наречия, он сохранил во многих отношениях свой старинный вид и характер и менее потерпел от форм польского языка нежели думают.
- Энциклопедический лексикон Плюшара, Санкт-Петербург, 1836
За свои труды по отечественной истории Языкову в 1837 г. Академией Наук была выдана единовременная премия в 4000 руб. ассигнациями. Тогда же по его совету Шишков предложил Российской Академии перевести на русский язык и издать в России на академический счет всех западных писателей. Языков взялся перевести «Гелмондову Хронику». В следующем году Российская Академия напечатала на свой счет, в пользу Языкова (и купила у него 1000 экземпляров для рассылки по учебным заведениям) «Книгу большому чертежу, или Древнюю карту Российского государства, пополненную в разряде и списанную в книгу 1627 года». Она в первый раз была издана в 1792 г. и составляла библиографическую редкость. К ней Языков присоединил «Древнюю идрографию», объясняющую географическое положение России с конца XVI по конец XVII ст., а равно и свои замечания в самом тексте и в азбучном указателе. Сделанные им в это время переводы с немецкого: «Баварского странника (XIV в.) Шилдбергера» (заключающего в себе много любопытных сведений о быте нашего духовенства и об обрядах греко-российской церкви), а равно и «Выписки из путешествий по России», не могли быть напечатаны.
В 1839 г. скончался редактор «Русского Инвалида» Воейков, и у Языкова явилась мысль искать его места, но неудачно: редактором был назначен Помиан-Пезаровиус. В 1840 г. Российская Академия издала в пользу Языкова «Записки Желябужского, с 1682 г. по 2-е июля 1709 г.». Они были напечатаны в первый раз Туманским в 1787 г. с неисправной рукописи. Языков достал несколько списков этого любопытного сочинения, сверил их с журналами барона Гизена, Петра Великого и другими современными повествованиями, заметил в выносках важнейшие ошибки первого издателя и приложил к своему списку некоторые замечания и объяснения, а также и алфавит. 
Около этого времени Языков намеревался продолжать издание «Энциклопедического Лексикона» (в составлении которого он принимал деятельное участие), прекращенного Плюшаром, и уже отыскал много сотрудников, но предприятию его не суждено было осуществиться. К этой неудаче присоединилось другое горе: за смертью председателя Российской Академии А. С. Шишкова Российская Академия была присоединена к Академии Наук, в виде II отделения русского языка и словесности, причём Языкову, сохранившему звание ординарного академика, поручено было составление протоколов заседаний. В 1842 г. Языков издал «Записки Нащокина», к которым прибавил любопытные объяснения и замечания, а также и алфавит. Последним трудом Языкова было издание в свет в 1845 г. переведенных им с французского языка «Записок Дюка Лирийского и Бервикского во время пребывания его при Императорском Российском дворе в звании посла короля Испанского, 1727—1730 годов». Эти записки снабжены им особыми примечаниями, свидетельствующими о начитанности его и глубоких сведениях в отечественной истории. Тогда же им была открыта и подписка на «Церковный словарь, исторический, географический и археологический», доведенный им до буквы П.
Достоинство многочисленных трудов Языкова снискали ему уважение многих российских учёных обществ и университетов, избравших его в действительные и почётные члены:
- Вольное общество любителей словесности, наук и художеств
- Общество любителей российской словесности (почётный член с 19 февраля 1826 года)
- Московское общество испытателей природы
- Харьковский, Московский, Виленский и Казанский университеты

В числе этих лестных знаков внимания Языков особенно к сердцу принял честь, оказанную ему Академией наук, избравшей его в 1830 году в свои почётные члены, и Академией Российской, почтившей его званием действительного члена. Также при выходе из Вольного общества любителей словесности, наук и художеств 18 марта 1811 года он был избран его почётным членом.
Умер «от нервического удара» 13 (25) ноября 1844 года. Похоронен в Санкт-Петербурге на Волковском кладбище . Могила утрачена.

## Список работ
Переводы
Прочее
Кроме вышеперечисленных работ, Языкову также принадлежит множество статей, анонимно помещенных им в разных периодических изданиях, и не меньшее количество любопытных выписок исторического характера; им же велись с 1839 по 1844 г. «Записки», в которые он включал события каждого дня и слышанные им разные анекдоты.